# A Wilhelm Scream
Pour les articles homonymes, voir Wilhelm.
A Wilhelm Scream est un groupe américain de hardcore mélodique, originaire de New Bedford, dans le Massachusetts. Il est connu pendant trois ans sous le nom de Smackin' Isaiah jusqu'en 2002.
Un « Wilhelm scream », dans le milieu du cinéma, est le nom donné à un effet sonore particulièrement reconnaissable très souvent utilisé lors de la chute d'un personnage (en particulier dans Star Wars par exemple) et désormais élevé au rang de cliché. Il s'agit d'une espèce de long cri aigu, qui tire son nom du premier personnage ayant poussé ce fameux cri, dans un western de 1951.

## Biographie

### Débuts (1996–2003)
Le groupe est initialement formé en 1997 à New Bedford, dans le Massachusetts, par Trevor Reilly et Jon Teves qui adoptent le nom de Koen, puis celui de Smackin' Isaiah. Il comprend aussi Nuño Pereira, Nick Angelini et John Carvalho. Principalement inspiré par Nirvana, le groupe passe du grunge au ska, pour finalement s'orienter hardcore mélodique. John Carvalho quitte le groupe en 2001, et est rapidement remplacé par Christopher Levesque qui échange sa place avec Trevor.
Ils sortent plusieurs disques sous ce nom, comme Give Girls More Beer... et Gets Eaten Alive!. En 2001, ils publient un split CD avec Moronique et Merrick intitulé 6:6:6. Leur premier album studio, intitulé The Way To A Girl's Heart Is Through Her Boyfriend's Stomach, au label All About Records, est plus tard réédité au label Jump Start Records, Tank Records n'ayant pas suffisamment fabriqué d'exemplaires. Ils publient un dernier albuml sous le nom de Smackin' Isaiah, Benefits of Thinking Out Loud, avant de devenir A Wilhelm Scream en 2004.

### Période Nitro Records (2004–2009)
Après son changement de nom, le groupe amorce un virage stylistique, misant sur une musique plus agressive et moins adolescente (notamment dans les paroles) que celle jouée par Smackin' Isaiah (dont le sens est approximativement : « taquiner Paupaul »). La sortie de Mute Print en 2004 pour leurs débuts sur Nitro Records (le label de Dexter Holland de The Offspring) fut une révélation au sein de la scène punk rock américaine. A Wilhelm Scream gagne rapidement en crédibilité et s'impose comme l'un des jeunes groupes les plus novateurs, les plus dynamiques et les plus prometteurs, attirant de nombreux fans. La sortie de Ruiner le 16 août 2005 confirme le talent du quintet aux yeux des critiques, non sans surprendre le public, qui ne s'attendait pas à voir ce groupe sortir deux albums de très grande qualité coup sur coup, en moins d'un an.
En 2003, John Carvalho quitte le groupe et est remplacé par Chris Levesque. Lassé par les tournées, Jon Teves quitte également le groupe courant 2005, après avoir enregistré Ruiner : il reprend ses études. Il n'en continue pas moins à être très proche de A Wilhelm Scream et des activités du groupe et fait office de manager. Ils jouent un punk rock très technique et très rapide, à la limite du punk hardcore et avec des influences métal évidentes. Ils sont parfois comparés à un croisement entre Hot Water Music et Strung Out. Lorsqu'on les interroge, A Wilhelm Scream se réclame fréquemment d'une certaine éthique à la Propagandhi et place le groupe de Winnipeg parmi ses influences majeures, bien qu'ils reconnaissent ne pas être un groupe au contenu politisé. La majorité des textes, plutôt introspectifs, est l'œuvre de Trevor Reilly qui les décrit ainsi : « La plupart des paroles entrent dans la peau d'un jeune homme colérique qui essaye de se faire une place. »
Le 6 février 2006, alors qu'A Wilhelm Scream était en pleine tournée américaine avec Less Than Jake, Curtiss a quitté le groupe précipitamment et sans donner d'explications, comme l'annonce Trevor sur le site officiel. L'intérim est assuré par Nick Danger des Swellers. Le 11 avril 2006, le groupe annonce le nom de leur nouveau bassiste, Brian Robinson, des défunts The Fullblast, de Toronto. A Wilhelm Scream promeut activement Ruiner en participant à des tournées sans répit. Après avoir accompagné Anti-Flag dans sa tournée européenne, ils se joignent ensuite de nouveau à Lagwagon (qu'ils avaient déjà accompagné en Europe début 2006) et aux Lawrence Arms pour une tournée américaine estivale, avant de reprendre le chemin de l'Europe en première partie de Rise Against à la fin de l'été, puis d'accompagner Less Than Jake en Australie début novembre 2006.
Un nouvel album, Career Suicide, est publié le 9 octobre 2007 sur Nitro Records, comme les deux précédents. À son sujet, Trevor Reilly avait annoncé le 23 mai sur le site officiel : « It will be thrashy I promise ». En effet, ce nouvel album incorpore encore plus d'influences de thrash et speed metal. Ils reprennent la route en août aux côtés de Strung Out (États-Unis et Canada) puis Only Crime et The Swellers en octobre, en même temps que la sortie de Career Suicide. Las de la vie de tournée, Chris Levesque (guitare) préfère s’écarter du groupe juste avant cette tournée et c’est Mike Supina (Alucard) qui le remplace au pied levé. Puis Nick Diener joue une nouvelle fois les remplaçants au cours d’une tournée nord-américaine en compagnie de The Fall of Troy et The Flatliners (décembre).
Direction ensuite le Royaume-Uni avec The Unseen en janvier et février 2008 et retour en Europe en avril / mai (le groupe est confirmé pour le Groezrock) et ensuite le Canada. Mike Supina joue à nouveau les remplaçants pour cette tournée marathon qui prend fin en septembre 2008, et finit même par s'imposer comme membre à part entière.

### Partycrasher(2009–2019)

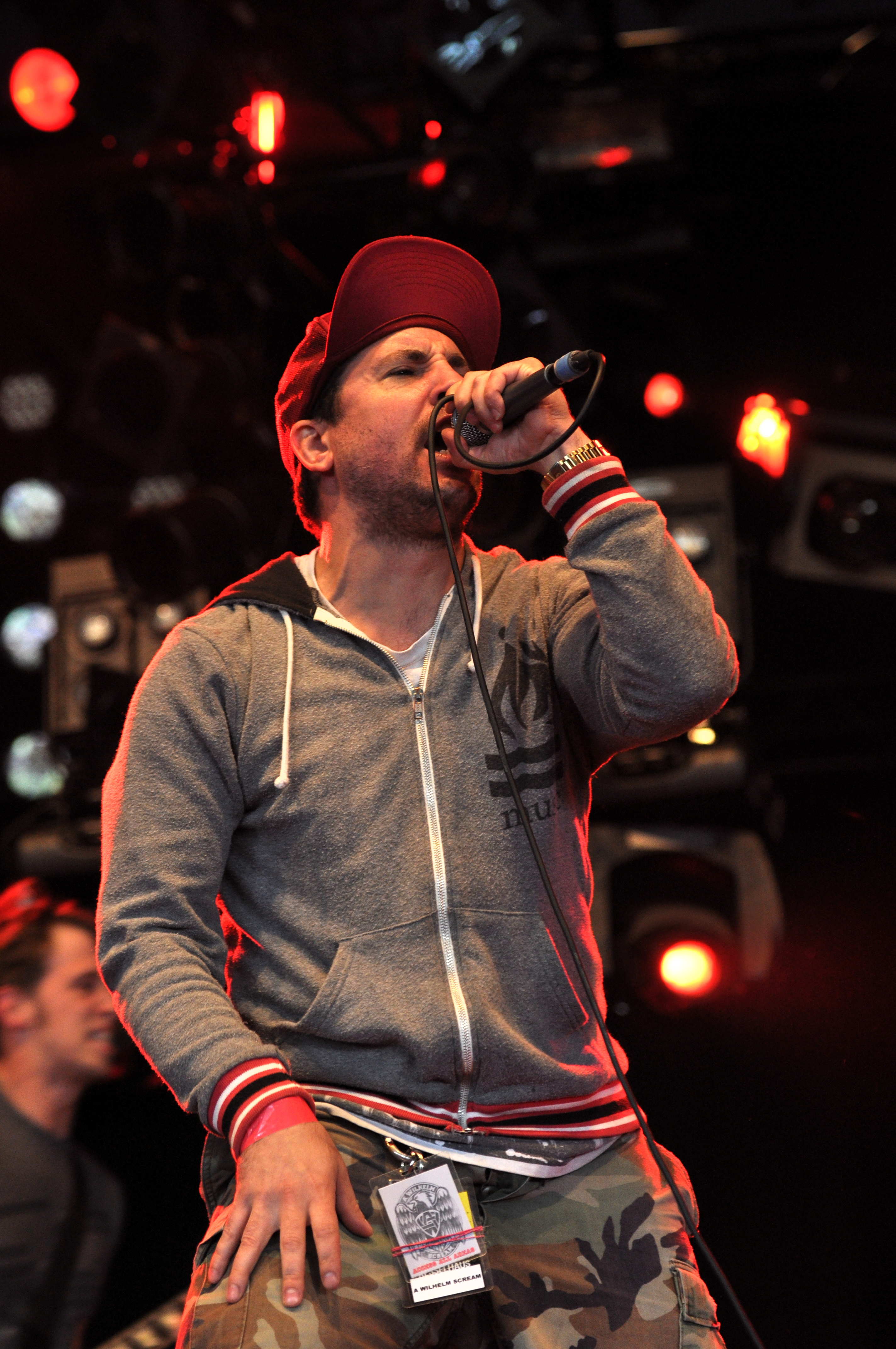
A Wilhelm Scream au Groezrock 2013.

S'ensuivent quelques mois de repos qui débouchent sur la composition d'un nouvel EP au premier semestre 2009. En Juin ils annoncent leur départ de Nitro Records et rejoignent Paper + Plastick (label de Vinnie Fiorello - Less Than Jake, Fueled By Ramen Records) pour une première sortie éponyme fin Novembre. Pour l'occasion, AWS se fait un petit tour d'Europe en novembre et décembre.
En septembre 2012, le groupe annonce un nouvel album courant printemps 2013. L'automne 2013 marque la sortie de leur dernier album en date Partycrasher sur le label No Idea Records.

### Dernières activités (depuis 2020)
Le guitariste Mike Supina quitte le groupe après avoir terminé les tournées de A Wilhem Scream en 2018, mettant fin à dix ans de carrière. Dans l'intervalle, le groupe se produit avec un mélange de lineups en 2019 ; Mute Print et Ruiner anniversary shows avec l'ancien guitariste Chris Levesque et des spectacles avec des chansons de l'EP éponyme et Partycrasher avec le guitariste de Senses Fail, Jason Milbank. Milbank a d'abord été engagé comme musicien de session pour les festivals en Europe, mais Trevor confirme ensuite qu'il était le remplaçant à temps plein de Supina et qu'il jouerait sur les nouvelles chansons à venir.
En mars 2021, Nuno Pereira annonce qu'après une longue dispute juridique, lui, Trevor et Nick ont acquis les droits de tous les anciens albums de A Wilhelm Scream chez Nitro Records. Le groupe effectue sa première tournée nord-américaine depuis trois ans en accompagnant le groupe canadien de punk hardcore Comeback Kid sur la côte est des États-Unis et du Canada. À la même époque, le groupe annonce sa signature chez Creator Destructor Records où ils sortent une réédition de leur album Partycrasher en 2023.

## Membres

### Membres actuels
- Nuño Pereira - chant (depuis 1997)
- Trevor Reilly - guitare, chant (depuis 1997)
- Jason Milbank – guitare solo (depuis 2019)
- Brian Robinson - basse, chœurs (depuis 2006)
- Nicholas Pasquale Angelini - batterie (depuis 1999)

### Anciens membres
- Chris Levesque - guitare (2003-2007)
- John Carvalho - guitare (1996-2003)
- Jon Teves - basse (1996-2005)
- Curtiss Lopez - basse (2005-2006)
- Nick Danger - basse (intérim, 2006)
- Mike Supina - guitare (2008–2018)

## Discographie

### Albums studio
- 2002 : Benefits of Thinking Out Loud (sous Smackin' Isaiah)
- 2004 : Mute Print
- 2005 : Ruiner
- 2007 : Career Suicide
- 2013 : Partycrasher
- 2017 : Career Suicide...10 Years Later
- 2022 : Lose Your Delusion

### EP
- 1996 : The Big Fall (cassette)
- 1998 : Gets Eaten Alive! (cassette ; sous Smackin' Isaiah)
- 1999 : Give Girls More Beer… (cassette ; sous Smackin' Isaiah)
- 2000 : 6:6:6 (split avec Moronique et Merrick ; sous Smackin' Isaiah)
- 2000 : The Way to A Girls Heart is Through Her Boyfriends Stomach (sous Smackin' Isaiah)
- 2002 : The Champagne of Bands… We Know Sexy EP (sous Smackin' Isaiah)
- 2006 : Diver EP (vinyle 7")
- 2009 : A Wilhelm Scream EP

## Vidéographie
- Send Off (sous Smackin' Isaiah)
- Mute Print (2004)
- Famous Friends And Fashion Drunks (2004)
- The Soft Sell (2005)
- 5 to 9 (2007)
- Die While We're Young (2007)